# Canoe-Nunatak
Der Canoe-Nunatak ist ein 1,5 km langer und 300 m breiter Nunatak im ostantarktischen Viktorialand. In den Wilkniss Mountains ragt er 3,5 km ostsüdöstlich des Mount Blackwelder auf.
Alan Sherwood, Leiter der von 1987 bis 1988 dauernden Kampagne des New Zealand Geological Survey, benannte ihn nach seiner Ähnlichkeit mit einem umgedrehten Kanu.